# Източен Лондон
Източен Лондон (на африкаанс: Oos-Londen; на английски: East London) е град в Република Южна Африка. Населението му е 267 007 жители (по данни от преброяването от 2011 г.). Основан е през 1847 г. Намира се на югоизточния бряг на РЮА на Индийския океан. В метрополната му част живеят 1,4 милиона жители. Към града е имало немска емиграция и в него има паметник, посветен на немските емигранти. Най-високо отчетената температура през годината е 42 градуса, средната е 23, а рекордно най-ниската е 3 градуса по Целзий.